# Лепиота коричнево-красная
Лепио́та кори́чнево-кра́сная (лат. Lepiota brunneoincarnata) — вид грибов, включённый в род Лепиота (Lepiota). Один из самых опасных смертельно ядовитых грибов.

## Описание
Шляпка 2—7 см в диаметре, тонкомясистая, колокольчатая, полукруглая, позже плоско- или выпукло-распростертая, с бугорком, кремовато- или серовато-коричневая с вишневым оттенком, с темными, расположенными концентрическими кругами чешуйками, кольцом в центре часто сливаются и образуют сплошной покров черновато-вишневого цвета, с тонким, подвернутым, позже распростертым, волнистым краем.
Пластинки свободные, тонкие, частые, беловатые, позже с желтовато-зеленоватым оттенком. Трама пластинок правильная.
Ножка гриба около 2—4 × 0,5—0,8 см, центрального расположения, цилиндрическая, иногда в основании немного изогнутая, фистулезная, над кольцом белая, под кольцом, главным образом у основания, темно-вишневого цвета с хлопьевидным налетом, с быстро исчезающим кольцом.
Мякоть белая, при автооксидации в шляпке и верхней половине ножки кремовая, в нижней вишневого цвета, с фруктовым запахом (при подсыхании запах неприятный).

### Микроскопические признаки
Базидии четырехспоровые, 25—35 × 7,4—7,9 мкм, булавовидные.
Стеригмы 3—3,5 мкм дл.
Хейлоцистиды 26×12 мкм, булавовидно-цилиндрические.
Плевроцистиды отсутствуют.
Споровый порошок белый. Споры 7—9 × (4) 4,6—5 мкм, бесцветные, эллипсоидные, яйцевидные, с латеральным апикулюсом, с двумя флюоресцирующими каплями.
Ареал
Растёт в странах: Франция, Дания, Швейцария, ФРГ, Швеция, Польша, Чехия, Австрия, Эстония, Украина, Азербайджан, Казахстан, Алжир, Марокко, Британские острова В России практически не возможно встретить. (Удивительно, что споры этого гриба действительно с малой вероятностью могут оказаться в импортной почве и прорости прямо у тебя в горшке, на днях проводила эксперимент и подтвердила свою теорию.)

## Токсикология
По данным микологических исследований, токсикологический анализ грибницы из 60-дневной культуры показал, что в нем содержатся самые сильные яды — нитрилы и цианиды.

## Токсичность
Гриб смертельно ядовит.